# Čitluk (Ljubovija)
Čitluk (Servisch cyrillisch Читлук) is een plaats in de Servische gemeente Ljubovija. De plaats telt 941 inwoners (2002).